# Spoorlijn Bourg-en-Bresse - Bellegarde

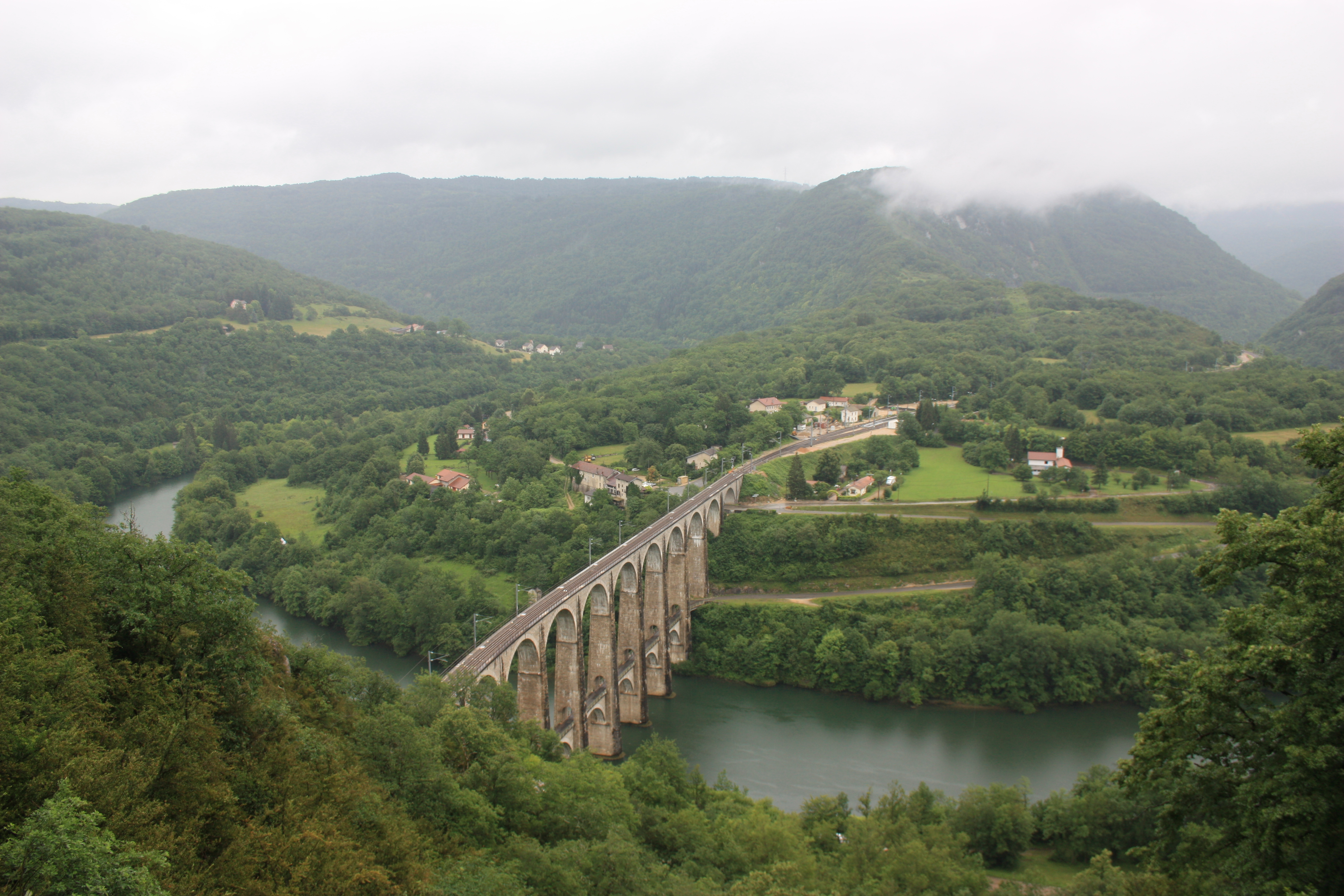
Het Cize-Bolozon station en viaduct.

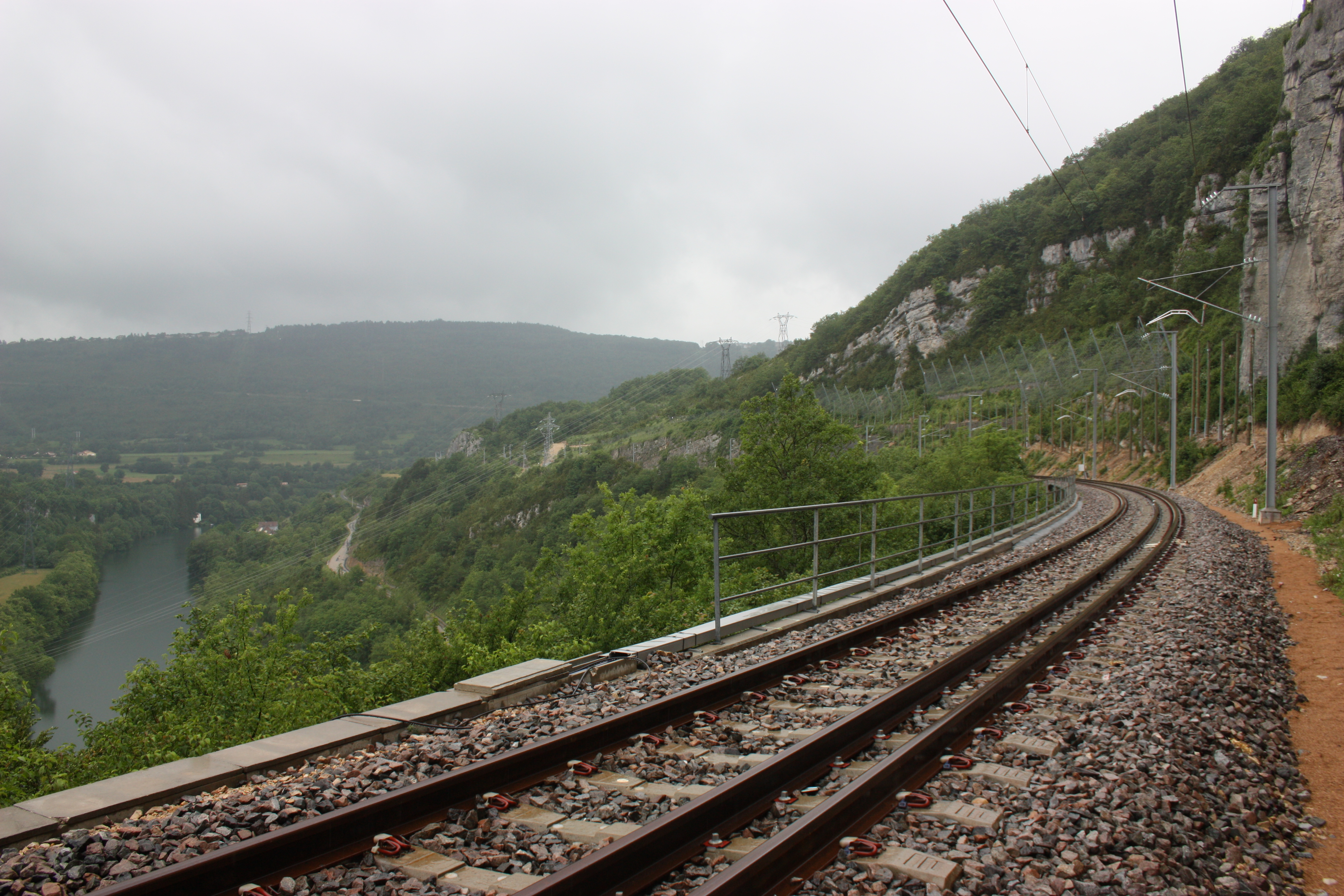
De lijn nabij Bolozon.

De Spoorlijn Bourg-en-Bresse - Bellegarde (bijgenaamd Ligne du Haut-Bugey of Ligne des Carpates) is de 65 kilometer lange spoorwegverbinding tussen Bourg-en-Bresse en Bellegarde-sur-Valserine, Frankrijk. De spoorweg loopt door de Jura. Vanwege de vele scherpe bochten, lange, niet geventileerde tunnels en diepe afdalingen stond het lange tijd bekend als een lastige spoorlijn om op te werken.

## Geschiedenis
De geschiedenis van de lijn gaat terug tot 1866, toen de Compagnie des Dombes et des Chemins de Fer du Sud Est (DSE) de opdracht kreeg om een spoorlijn aan te leggen tussen de gemeentes Bourg-en-Bresse en La Cluse. Dit project was al eerder besproken, maar werd tot dusver gezien als te weinig lucratief om te slagen. Dankzij een wet uit 1865, die het aanleggen van lokale spoorlijnen met financiële steun van gemeentes en departementen toestond, kon het project echter toch worden gestart. Het werk aan de Ligne du Haut-Bugey begon echter pas in september 1872.
De lijn moest in etappes worden gebouwd, daar het landschap waar de lijn doorheen moest veel geografische uitdagingen met zich meebracht. Het eerste stuk werd geopend op 18 maart 1876, tussen Bourg-en-Bresse en Simandre-sur-Suran. Dit stuk was 22 kilometer lang. Op 6 juli datzelfde jaar werd de lijn nog 3 kilometer verlengd richting Bolozon. Voor deze extra 3 kilometer waren twee belangrijke bouwwerken nodig; de Racousetunnel (1.7 km) en het Cize-Bolozonviaduct (245 meter lang) over de rivier Ain. De kosten voor deze bouwwerken bedroegen 339.000 frank. Op 29 maart 1877 werd het volledige traject van Bourg-en-Bresse naar La Cluse geopend.
In 1878 werd besloten dat voortaan grote spoorwegmaatschappijen ook lokale trajecten zoals Ligne du Haut-Bugey mochten beheren. Mr. Mangini, de oprichter en directeur van DSE, tekende daarom in 1881 een contract voor het beheer van de Ligne du Haut-Bugey. Dit contract hield onder andere in dat de Ligne du Haut-Bugey zou worden verlengd naar Bellegarde. Op 1 april 1882 werd dit extra stuk spoorlijn voltooid. Op 26 mei 1883 verkocht DSE het hele traject aan de PLM. In 1932 werd een nieuw treinstation gebouwd bij Le Neyrolles.
Tijdens de Tweede Wereldoorlog was de spoorlijn van grote strategische waarde voor het verzet in de regio van de Ain en het Juragebergte. In 1944 werden meerdere bruggen van het traject vernield door bombardementen, waaronder het Cize-Bolozon-viaduct. Na de oorlog duurde het nog vijf jaar voor de lijn weer geheel in gebruik kon worden genomen.
In 2006 werd de spoorlijn geheel gerenoveerd om als kostenbesparende verbinding te dienen tussen Parijs en Genève. Zo werd de lijn onder andere geheel van elektrische bedrading voorzien. Op 2 december 2010 werd de nieuwe lijn geïnaugureerd. Vandaag de dag dient de Ligne du Haut-Bugey als snellere verbinding tussen het Franse TGV-netwerk en Genève.

## Ongelukken
Op 1 augustus 1904 ging een gebouw van het station in Bellegarde in vlammen op. In 1913 werd het herbouwd.
In 1922 vonden twee van de grootste ongelukken uit de geschiedenis van het traject plaats; op 11 april vond een grote aardverschuiving plaats nabij het station van Neyrolles, waardoor de spoorbaan geheel werd geblokkeerd. Op 3 juni kon het spoor weer in gebruik worden genomen. Het tweede ongeluk vond plaats in mei in de Mornaytunnel, met 1300 meter de langste tunnel van het traject. Deze tunnel was berucht om de slechte ventilatie en het feit dat de stoomtreinen op vol vermogen moesten draaien omdat het traject hier met 2,4% stijgt, waardoor de rook van de stoomtreinen vaak de hele tunnel vulde. Bij het incident in mei kwamen 7 medewerkers van een trein om het leven door verstikking als gevolg van de rook. Daarom werd in 1924 een ventilatie-installatie geopend.
Op 2 mei 2003 vloog een dieseltrein in brand in de Mornaytunnel. De trein werd stilgezet in de tunnel, maar er waren geen slachtoffers.

## Stations en haltes
De lijn heeft in de loop der tijd 14 stations gekend, maar tegenwoordig zijn nog maar acht hiervan in gebruik.
De eerste vijf stations werden in gebruik genomen op 10 maart 1876. Dit waren Bourg-en-Bresse, Ceyzériat, Sénissiat-Revonnas, Villereversure en Simandre-sur-Suran. Cize-Bolozon station, aan de linkeroever van de Ain, werd vier maanden later geopend. In 1877 kwamen hier de stations van Nurieux en la Cluse bij. De laatste zes stations werden geopend in 1882, en bleven tot 1990 in gebruik. Dit waren Nantua, les Neyrolles, Charix-Lalleyriat, Saint-Germain-de-Joux, Châtillon-en-Michaille en Bellegarde-sur-Valserine.